# Johanna Bentz
Johanna Bentz (* 1982 in München) ist eine deutsche Dokumentarfilm-Regisseurin. Sie studierte von 2006 bis 2012 an der Filmakademie Baden-Württemberg. Für ihre Filme erhielt sie unter anderem den Caligari Förderpreis und den Baden-Württembergischen Filmpreis.

## Filmografie
- 2006: So leben wir
- 2007: Das Leben ist kurz
- 2010: Drei Frauen für Toni, ausgezeichnet mit dem Caligari Förderpreis 2009
- 2013: Die Verführungskünstler, ausgezeichnet mit dem Caligari Förderpreis 2011
- 2015: Crisis what crisis, Essayfilm
- 2017: Giant, Kinofilm für Kinder
- 2018: Bella Palanka, Dokumentarfilm